# Ectoedemia macrochaeta
Ectoedemia macrochaeta là một loài bướm đêm thuộc họ Nepticulidae. Nó được miêu tả bởi Meyrick năm 1921. Nó được tìm thấy ở Nam Phi (Nó đã dược miêu tả ở Pretoria).
Ấu trùng ăn Diospyros lycioides guerkei.